# José Casals
José Casals es un fotógrafo nacido en Chile en 1931 y que ejerció su actividad en el Perú en los años 1950, 1960 y 1970.
Fotografió el patrimonio arqueológico del Perú como es el caso de la foto Cuzco que forma parte de la colección del Museo Nacional de Bellas Artes de Buenos Aires.

## Publicaciones
- Palabras para una imagen: Perú, 1969, Epsilon Editores[3]
- Puruchuco, fotos de José Casals, texto de Jorge Eduardo Eielson,[4] 1979, Editorial Organización de Promociones Culturales[5]